# Вуд, Леонард
Леонард Вуд (англ. Leonard Wood, 9 октября 1860 — 7 августа 1927) — американский генерал, военный губернатор Кубы, генерал-губернатор Филиппин.

## Биография
Родился в 1860 году в Винчестере округа Чешир штата Нью-Гэмпшир. Обучался в Академии Пирса в Миддлборо округа Плимут штата Массачусетс и в медицинской школе Гарвардского университета, после чего проработал интерном в госпитале Бостона и в 1884 году получил степень доктора медицины. В 1886 году, заключив контракт с армией, стал военным хирургом и разместился вместе с 4-м кавалерийским полком в Форт-Хуачука штата Аризона. Принял участие в кампаниях против Джеронимо, был награждён Медалью Почёта, в 1891 году получил звание капитана. В 1899 году получил от Гарварда степень доктора права.
В 1898 году Вуд был личным врачом президентов Стивена Кливленда и Уильяма Мак-Кинли, в это время он познакомился с заместителем военно-морского министра Теодором Рузвельтом. После начала испано-американской войны Вуд и Рузвельт организовали добровольческий кавалерийский полк, известный как «Мужественные всадники», и в качестве его командира Вуд принял участие в битве при Лас-Гуасимас. Когда командир бригады Сэмюэл Янг заболел, то Вуд был произведён в бригадные генералы и стал командующим 2-й бригады кавалерийской дивизии 5-го армейского корпуса, приняв в этом качестве участие в битве у холма Сан-Хуан.
По окончании войны Вуд остался на Кубе и был назначен в 1898 году военным губернатором Сантьяго, а в 1899—1902 годах — военным губернатором всей Кубы. Находясь в этой должности, он использовал свои знания для улучшения санитарной и медицинской ситуации на Кубе. В 1902 году он был переведён на Филиппины, где командовал Филиппинской дивизией, а позднее — Департаментом Востока. В 1903 году был произведён в генерал-майоры и стал в 1903—1906 годах губернатором провинции Моро.
В 1910 году президент Тафт назначил Вуда начальником штаба сухопутных войск. В этой должности Вуд ввёл в действие ряд программ, нацеленных на повышение боеготовности армии. В 1914 году он был заменён в должности начальника штаба сухопутных войск Вильямом Вузерспуном.
В 1915 году Вуд опубликовал «The Military Obligation of Citizenship». После вступления США в Первую мировую войну республиканцы рекомендовали назначить Вуда командующим американским экспедиционным корпусом, однако военный министр Ньютон Бейкер предпочёл назначить на эту должность Джона Першинга, Вуд же вместо этого был поставлен во главе подготовки 10-й и 89-й дивизий в Кэмп-Фанстоне.
Во время президентских выборов 1920 года Вуд попытался выдвинуть свою кандидатуру от Республиканской партии, но не был поддержан на национальном конвенте, хотя выиграл 5 туров и 10, пользовался поддержкой республиканского крыла семьи Рузвельтов и обошёл опытных и авторитетных политиков, губернатора Иллинойса Фрэнка Лоудена и бывшего губернатора Калифорнии и соратника Теодора Рузвельта Хайрама Джонсона. В 1921 году он ушёл в отставку и был назначен генерал-губернатором Филиппин. Там его действия привели к политическому кризису 1923 года, вызвавшему обострение отношений между американской администрацией и филиппинскими лидерами.